# جزن (طالقان)
جزن هي قرية في مقاطعة طالقان، إيران. عدد سكان هذه القرية هو 329 في سنة 2006.